# Даргомыжская, Мария Борисовна
Мария Борисовна Даргомыжская (урождённая княжна Козловская) (6 (17) мая 1788 года  — 7 (19) ноября 1851 года) — русская поэтесса, драматург и писательница. Мать русского композитора А. С. Даргомыжского.

## Биография
Её братом был знаменитый в своё время князь, крупный дипломат, историк, поэт, переводчик, популяризатор точных наук, острослов Пётр Борисович Козловский (1783—1840). По сведениям музыковеда М. С. Пекелиса княжна М. Б. Козловская в 1809 году унаследовала от своего отца родовое смоленское имение Твердуново, ныне в Вяземском районе Смоленской области.
Получила хорошее образование. В молодости влюбилась в почтового чиновника, бедного дворянина Сергея Николаевича Даргомыжского (1789—1864), внебрачного сына жены богатого помещика Алексея Петровича Ладыженского Анны Карловны. После отказа родителей выдать её замуж, жених после тайного венчания, которое состоялось 21 июня ст. ст. 1810 года, увёз Марию в имение Козловских в Смоленскую губернию. С 1817 года семья проживала в Санкт-Петербурге.
В браке с ним родились:
- Эраст (1811),
- Александр (1813),
- Софья (1815),
- Виктор (1816),
- Людмила (1827),
- Ермиония (род. 28 янв. ст. ст. 1827, венчалась 9 окт. ст. ст. 1855, в замуж. Кашкарова, ск. 30 мая ст. ст. 1860, погребена на Смоленском православном кладбище с младенцем Ермионией Павловной Кашкаровой, род. 21 окт. ст. ст. 1859, ск. 18 авг. ст. ст. 1860[3][4][5][6].

Все шестеро её детей воспитывались дома и унаследовали от матери любовь к искусству.
Похоронена на Смоленском православном кладбище в Санкт-Петербурге рядом с мужем и детьми.

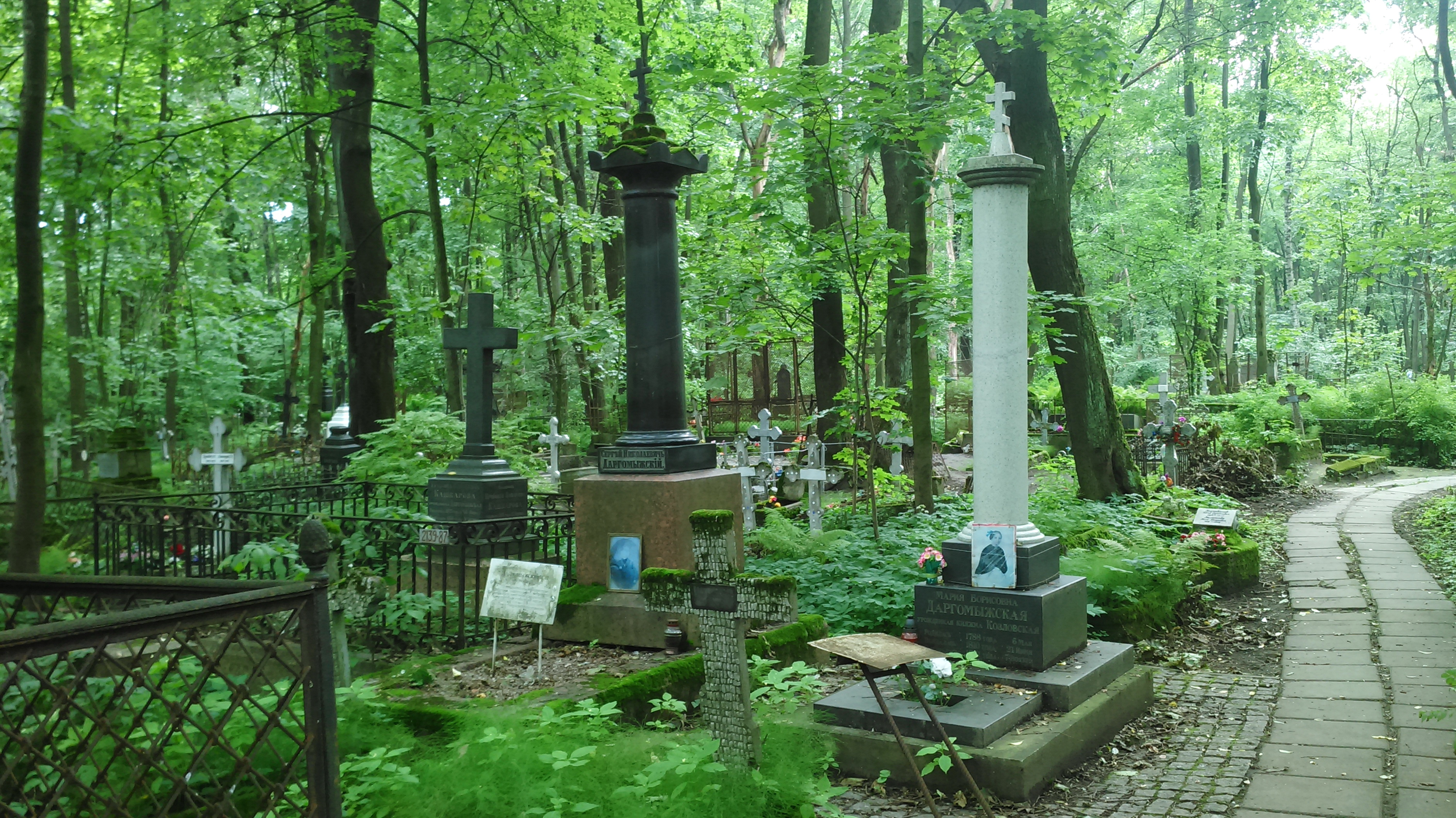
Могила Даргомыжских на Смоленском православном кладбище

## Творчество
Мария Даргомыжская была женщиной одарённой, любила искусство. Писала стихи и небольшие драматические сцены, публиковавшиеся в альманахах и журналах в 1820-е — 1830-е годы, живо интересовалась французской культурой.

## Сочинения
- Даргомыжская Мария Борисовна. Подарок моей дочери. — СПб.: тип. Имп. Рос. Акад., 1827. — 135 (13 л. ил.) с.